# Wien
 For alternative betydninger, se Wien (flertydig). (Se også artikler, som begynder med Wien)
Wien er hovedstaden i Østrig og samtidig én af landets 9 delstater. Den ligger i den nordøstlige del af landet ved floden Donau og har 1.840.573 indbyggere (2016) inden for bystyregrænsen 1.983.836 indbyggere (2013) inden for byområdet, hvilket gør det til den 7. største by i den Europæiske Union.
Området, hvor Wien ligger, har ifølge arkæologiske fund været beboet allerede fra den yngre stenalder. Romerne kaldte den Vindobona, men skriftlige kilder, der bekræfter byens eksistens, findes kun fra omkring det 13. århundrede. I 1278 begyndte den habsburgske æra med sejren over Ottokar 2. af Bøhmen. Nu begyndte en fremgangstid for Wien, der fik en speciel status. I 1529 var opgangsperioden imidlertid slut, idet osmannerne invaderede området. Kampen med tyrkerne varede indtil 1683, hvor den anden invasion blev slået tilbage. Herefter begyndte en ny opblomstringstid. I løbet af det 20. århundrede med de to verdenskrige led Wien dog større tab.
Livskvaliteten for beboerne er steget markant startende i mellemkrigstidens "Røde Wien", hvor standarden for en stor del af befolkningen gik fra knebne boligforhold og småhandel til at bo anstændigt og have gode muligheder for uddannelse (blandt andet på Wien Universitet, der er et af Europas ældste), kultur og natur. Befolkningssammensætningen er efterhånden indgroet "wiensk": med basis i mange forskellige folkeslag fra det multietniske Østrig-ungarske rige.
Byen er meget kendt for sin kultur, hvilket har givet anledning til begrebet Wiener Moderne, som betegner perioden omkring århundredeskiftet 1800/1900. I særdeleshed har musikken en stor betydning i Wien, der kaldes musikkens verdenshovedstad, idet den har huset mange berømte musikere og komponister, herunder Mozart og Beethoven. To musikalske retninger er opkaldt efter byen: wienerklassik og wienermusik. Denne status som kulturelt og politisk centrum har byen fået i kraft af, at den i århundreder var residensby for den habsburgske kejserfamilie.
Ligeledes rummer Wien mange historisk-kulturelle bygninger og områder, hvoraf byens centrum og Schönbrunn slot er kommet på UNESCOs Verdensarvsliste. Desuden huser byen kendte bygninger som kirken Stephansdom, slottet Belvedere og kejserpalæet Hofburg samt parkområdet Prater.
Wien er desuden den eneste hovedstad i verden, hvor der er en normal kommerciel produktion af vin inden for bygrænsen.

## Geografi
Wien er med et areal på 414,65 km² den mindste delstat i Østrig. Samtidig er det den eneste delstat, der ikke grænser op til et andet land, da den er afgrænset af delstaten Niederösterreich på alle sider. Grundet sin særstatus som delstat og samtidig statutarby råder Wien over det største trafik- og byggeareal af de 9 delstater i forhold til størrelsen. 11,3 % af det samlede areal er bebygget, 11,1 % er færdselsarealer og 2,2 % er banelegemer. Desuden er Wien delstaten med den største andel parkarealer, der udgør 28,4 % eller 117,76 km². Wien er også en af fire delstater, der driver vinavl. 1,7 % af arealet er således dækket af vinmarker. Skovarealet dækker 16,6 % og landbrugsjorden udgør i alt 15,8 %.

### Beliggenhed
At Wien har udviklet sig til en af Europas vigtigste storbyer kan byen blandt andet takke sin geografiske placering for. Byen ligger mellem det nordøstlige udløb af Alperne i den nordøstlige del af Wienerbækkenet. Den historiske by Vindobona opstod oprindeligt på den sydlige side af Donau, men i dag strækker byområdet sig på begge sider af floden. Wien opstod i skæringspunktet mellem de gamle færdselsårer i øst-vestlig retning (Donau) og nord-sydlig-retning (Bernsteinstrasse). Her kunne Donau let passeres, eftersom floden i Wienerbækkenet forgrenede sig i talrige flodarme med mellemliggende småøer.
Siden Jerntæppets fald i 1989 er trafik- og handelsforbindelserne til de nordlige og østlige nabolande vokset. Den geografiske nærhed til den forhenværende østblok bemærkes særligt i denne sammenhæng. Således ligger Wien for eksempel kun 60 km fra den slovakiske hovedstad Bratislava, hvilket er den korteste afstand mellem to hovedstæder i Europa.

### Landskab
Af Wiens byområde er kun en relativt lille del bebygget. Omkring halvdelen af Wiens areal er græsslette, hvoraf store dele bliver udnyttet til landbrug.
Wien rejser sig fra en 151 m over havets overflade i Lobau til 542 m, som nås på Hermannskogel. I nordvest, såvel som i den vestlige og sydvestlige del af Wien, strækker Wienerwald (Wienskoven) sig med sine høje bjerge (Leopoldsberg og Kahlenberg) og skove helt ind til byområdet. Donau løber gennem "Wienerporten", som er en snæver åbning mellem Leopoldsberg på højre bred og Bisamberg på venstre bred, på sin vej ind mod Wien. Fra Wienerwald flyder derudover talrige små floder ind i byen, hvoraf den mest kendte er Wienerfloden. Bjergene i vest går i syd over i de jernalderlige terrasser (Wienerberg og Laaer Berg). Dette samlede område bliver udnyttet til vinavl.
Den østlige del af byen er præget af flade områder omkring Moravafeltet, som benyttes til landbrug, men som dog i tiltagende grad bliver bebygget. I sydøst findes Donau-Auen Nationalpark, et landskab langs Donau, der i 1996 blev nationalpark.
Byen er som mange europæiske byer præget af den fremherskende vestenvind, som muligvis har bevirket, at beboelsesområderne fortrinsvis ligger mod vest, mens de forurenende industriområder overvejende er placeret i byens østlige del.

### Byinddeling
Wien er opdelt i 23 bydele ("bezirke"), der hver især ledes af en bezirksformand, som har væsentligt færre beføjelser end borgmesteren. Inddelingen har eksisteret i sin nuværende form siden 1954. Bydelene er indlemmet i Wien i etaper, der startede med den første tilføjelse ud over Innere Stadt med 2. til 8. bezirk, dernæst 9. til 19., hvorefter 20. til 23. blev indlemmet.
| - I. Bezirk: Innere Stadt (centrum) - II. Bezirk: Leopoldstadt - III. Bezirk: Landstraße - IV. Bezirk: Wieden - V. Bezirk: Margareten - VI. Bezirk: Mariahilf - VII. Bezirk: Neubau - VIII. Bezirk: Josefstadt - IX. Bezirk: Alsergrund - X. Bezirk: Favoriten - XI. Bezirk: Simmering - XII. Bezirk: Meidling | - XIII. Bezirk: Hietzing - XIV. Bezirk: Penzing - XV. Bezirk: Rudolfsheim-Fünfhaus - XVI. Bezirk: Ottakring - XVII. Bezirk: Hernals - XVIII. Bezirk: Währing - XIX. Bezirk: Döbling - XX. Bezirk: Brigittenau - XXI. Bezirk: Floridsdorf - XXII. Bezirk: Donaustadt - XXIII. Bezirk: Liesing |

Enkelte gader i Wien er navngivet med forbindelse til Danmark:
- Dänenstraße, XVIII. Bezirk
- Rosvaengegasse, XXII. Bezirk (operasangeren Helge Rosvænge)
- Schmedesweg, XVI. Bezirk (operasangeren Erik Schmedes)
- Theophil-Hansen-Gasse, XXIII. Bezirk, og Hansenstraße, I. Bezirk (arkitekten Theophil Hansen)

### Klima
Wiens klima er et overgangsklima med oceanisk indflydelse fra vest og kontinental indflydelse fra øst. Dette bevirker, at der er meget svingende vejr. Generelt får Wien oftest kun ringe nedbørsmængder og har lange, tørre perioder. Vinteren er i sammenligning med andre dele af Østrig mild. Den gennemsnitlige lufttemperatur målt over 30 år ligger i centrum på gennemsnitligt 11,4 °C, hvorimod den i oplandet ligger på omkring 10,2 °C. Nedbørsmængden ligger på omkring 600 mm. Der forekommer i gennemsnit omkring 60 sommerdage og 70 frostdage. Østrigs meteorologiske institut, Zentralanstalt für Meteorologie und Geodynamik (ZAMG), har hovedsæde i byen.

## Historie
Wiens rødder går tilbage til førromersk tid, og byens historiografi tager sin begyndelae med Jans der Enikels bykronik i det 13. århundrede.

### Urhistorie, romertid og middelalder
Arkæologiske fund viser, at området allerede under den ældste stenalder blev benyttet, og at området ved Wienerbækkenet har været beboet siden den yngre stenalder. I Wien vidner adskillelige brandgrave men også bebyggelsesspor om bronzealderens urnemarkskultur. I Wien er hallstattkulturen fra den ældre jernalder beviselig takket være en stadig meget synlig gravhøj. Fra keltisk tid kender vi til et oppidum på Leopoldsberg og en keltisk bebyggelse med navnet Vedunia ("Skovbæk").
I det første århundrede e. Kr. anlagde romerne en militærlejr nær Donau, som grænsesikring af provinsen Pannonien med en tilhørende by til civile, Vindobona, hvor Wiens nuværende centrum er. Endnu i dag kan man på gadeforløbene i indre by ane forløbet af muren og gaderne i lejren. Romerne forblev i lejren indtil det 5. århundrede. Grundet den romerske legionslejrs placering i den østlige del af det vestromerske rige blev den udsat for de germanske folkevandringer og de medfølgende farer for at miste landområder.
Centrum for det tidligmiddelalderlige Wien var en bygning kaldet "Bjerggården", en handelsgård for vinavlere. Den første dokumenterede anvendelse i middelalderen findes i Salzburger Annalen omhandlende året 881, hvor "apud Weniam", et slag mod ungarerne, fandt sted. I denne beskrivelse er det dog ikke sikkert om slaget handlede om byen eller Wiener-floden. Med den østfrankiske konge Otto den Store's sejr over ungarerne i år 955 i Lechfeldslaget begyndte Wiens opbygning såvel som landet Østrigs.
I år 976 blev markgrevskabet Ostarrîchi under Babenbergerne indrettet i området nær grænsen til Ungarn, hvor Wien lå. Allerede i det 11. århundrede var Wien en vigtig handelsby, og i 1155 gjorde Henrik 2. af Østrig Wien til sin hovedstad. Kun et år derefter blev Østrig med det såkaldte Privilegium Minus ophøjet til et hertugdømme, og Wien blev dermed hovedsædet for hertugerne.
På vej hjem fra det tredje korstog blev den engelske konge Richard 1. Løvehjerte taget til fange af markgreve Leopold 5. i 1192 i Erdberg ved Wien og først løsladt efter betalingen af en stor sum løsepenge. Løsesummen brugtes bl.a. til at finansiere oprettelsen af det første mønthus og den første store byudvidelse. I 1221 fik Wien som den anden by i Østrig efter Enns stadsreten og fik status som ladested. Det betød, at købmænd og handlende, der kom igennem Wien, skulle udbyde deres varer, hvilket muliggjorde, at Wienbeboerne kunne blive mellemmænd i handelen og få vidtrækkende forretningsforbindelser. Derigennem kunne byen blive anerkendt som en af de absolut vigtigste byer i området.

### Habsburgtiden
Med Rudolf 1.'s sejr over Ottokar 2. af Bøhmen i 1278 begyndte æraen med Habsburgernes herredømme i Østrig. I tiden omkring Luxemburg-kejserne var Prag regeringsby, og Wien stod dermed i skyggen af denne. De tidlige Habsburgere forsøgte at udbygge byen for at holde trit med udviklingen og holde gang i byen.
Rudolf 4. skaffede sig stor hæder, da han gennem en klog økonomisk politik hævede velstanden betydeligt. Især to beslutninger har givet ham tilnavnet ”stifteren”: Grundlæggelsen af Wien Universitet i 1365 og opbyggelsen af det gotiske langhus til Stephansdom. Den følgende tids arvestridigheder bragte ikke kun uro, men også økonomisk tilbagegang.
I 1438 blev Wien igen residensstad efter valget af Albrecht V som tysk-romersk kejser (valgt som kejser Albrecht II). Han er frem for alt forbundet med den store fordrivelse af og mord på Wiens jøder i 1421/22. I 1469 blev Wien et selvstændigt stift og Stephansdom en katedral med en biskop. I den svage Friedrich IIIs æra var Wien hele tiden på kejserens modstanderes side, da han ikke var i stand til at sikre den mod omstrejfende og plyndrende lejesoldater. I 1556 blev Wien endelig til permanent residensby for kejseren, efter at Ungarn og Bøhmen var blevet indlemmet i Habsburgernes suverænitetsområde.
På denne tid blev byen igen katolsk, efter ellers i forbindelse med Reformationen at have været protestantisk. I 1551 blev jesuitterne hentet til byen og opnåede hurtigt indflydelse ved hoffet. Den førende person for modreformationen var Melchior Khlesl, som fra 1598 var biskop af Wien. Da de protestantiske kirker fortrængtes ved modreformationen blev det danske, det svenske og det nederlandske gesandtskab hjemsted for de eneste protestantiske menigheder. Af disse var den danske gesandtskabsmenighed den største frem til, at der med "tolerancepatentet" i 1781 blev indført en vis religionsfrihed.

### Tyrkernes belejring af Wien
I år 1529 blev Wien for første gang uden held belejret af tyrkerne. Grænsen mellem den habsburgske og den osmanniske del af Ungarn løb i næsten 200 år kun ca. 150 km øst for byen, hvilket begrænsede byens udvikling. Der blev brugt mange midler på at bygge fæstningsanlæg i stedet for mere brugbare bygninger. Disse fæstningsanlæg, som op i det 17. århundrede udgjorde det meste af bygningsindustrien, viste sig nyttige i 1683 under den anden tyrkiske belejring, da de beskyttede byen i to måneder før den tyrkiske armé måtte trække sig tilbage med uforrettet sag. Denne tilbagetrækning skete på grund af, at den polske konge Sobieskis indsatshær ændrede kampretning og dermed truede tyrkerne, så de måtte trække sig tilbage. Dette nederlag var begyndelsen til det Osmanniske Riges endeligt.

### Baroktidens opblomstring
I tiden efter den tyrkiske belejring begyndte en omfattende byggevirksomhed og opblomstring af byen. I kraft af den omfattende genopbygning af Wien blev byen hurtigt præget af barokken. Der blev bygget talrige adelspaladser, som især er forbundet med de to arkitekter Johann Bernhard Fischer von Erlach og Johann Lukas von Hildebrandt. Et omfattende byggeri skete også uden for bymurene og fra 1704 fik forstæderne deres eget befæstningssystem kaldet "Linienwall" (linjevold), som var forløberen for den nuværende Gürtelstraße.
Efter fald i befolkningstallet ved store pestepidemier i 1679 og 1713 voksede indbyggertallet støt. På denne tid blev tillige de første fabrikker grundlagt. Der blev bygget kloakker og gaderendestenene blev nedlagt, hvilket forbedrede hygiejnen markant.
Med opblomstringen af byen udviklede Wien sig snart til det vigtigste europæiske kulturcentrum med wienerklassikken som højdepunkt, anført af navne som Haydn, Mozart, Beethoven og Schubert.

### Kejserbyen Wien
Under Napoleonskrigene blev Wien to gange erobret af Napoleons tropper. I 1804 blev byen hovedstad for det nye rige Kejserdømmet Østrig. Efter den 7. koalitions sejr over Napoleon i 1814/15 blev de fremtidige politiske relationer i Europa aftalt på Wienerkongressen, hvor Frederik 6. deltog.
Den følgende Vormärz-epoke er kendetegnet ved stærk politisk undertrykkelse og en stærk bevægelse for mere demokrati og et mere åbent samfund, men også ved den mere indadvendte og småborgerlige Biedermeier-kulturretning, som var under opblomstring. I denne periode begyndte industrialiseringen for alvor, og i 1837 blev den første jernbanestrækning åbnet.
Ideerne bag den franske februarrevolution i 1848, bredte sig også til Wien; og den 13. marts brød Martsrevolutionen ud. Det tvang kansleren fyrst Metternich til at gå af, og den 6. oktober udbrød derefter Wiener Oktoberrevolution. Det kejserlige militær besejrede dog i sidste ende de revolutionære bevægelser, der havde kæmpet for indførelse af demokrati.
I 1850 blev byens areal forøget, idet forstæderne indenfor linjevolden blev indlemmet og opdelt i Bezirke. Nu blev de gamle bymure om Innere Stadt i 1858 revet ned og erstattet af den nuværende Ringstraße (Wien), og Wien blev arkitektonisk præget af en såkaldt "ringgadestil", som blandt sine arkitekter havde danskeren Theophilus Hansen, der bl.a. tegnede parlamentsbygningen og musikforeningsbygningen. Denne nybyggerperiodes højdepunkt var verdensudstillingen 1873. Fremgangen standsedes snart efter af et børskrak.
Efter den store oversvømmelse i 1830 overvejede man en regulering af Donau. Den blev dog først gennemført mellem 1868 og 1875. Donaus mange forgreninger blev gravet op, og floden omdannet til en snorlige hovedstrøm gennem byen. Forgreningen, der førte til den indre by, blev gjort smallere og bærer nu navnet Donaukanal.
Kejsertidens mest kendte borgmester var Karl Lueger, en karismatisk kristensocialist, som beklædte embedet fra 1897-1910 og er kendt for både praktiske kommunalreformer og brutal antisemitisme.
På denne tid oplevede Wien sit foreløbig sidste kulturelle højdepunkt med perioden kaldet Wiener Moderne, forbundet med kunstnerforeningen Wiener Secession, som gjorde Wien til centrum for jugendstilen. Inden for musikken opstod Anden Wienerskole. Midt i denne frugtbare kulturelle atmosfære blev psykoanalysen stiftet af Sigmund Freud.
I 1880'erne og 1890'erne var Wien den største tysktalende by, og Europas næststørste by, kun overgået af London. Wien talte to millioner indbyggere flere år før Berlin og Paris opnåede dette indbyggertal. De sociale problemer var enorme. Tilstrømningen fra hele riget, især af slaviske og jødiske migranter, skabte en prekær bolignød. I arbejderbydelen Favoriten  boede der i gennemsnit ti personer i en etværelses med køkken, men uden indlagt vand. Børnedødeligheden var fire gange højere end i Wiens velbjergede bydele. Næsten alle kældere var beboet; og senge, der ikke blev anvendt om dagen, blev udlejet til Bettgeher ("sengegåere"), dvs. hjemløse, der kunne benytte sengene i otte timer om dagen, men ellers ikke måtte opholde sig der. I 1910 var der over 80.000 Bettgeher i Wien. En stald, der var ubeboelig for dyr, blev beboet af syv voksne og tre børn. Der fandtes intet socialt sikkerhedsnet; forsorgsvæsnet var baseret på privat velgørenhed, såsom suppekøkkener, varmestuer, herberger og børnehjem, alt i privat regi og ofte betalt af jødiske filantroper. Udvalgte trængende fik rester fra spisesteder og sygehuse, og når en bager forærede sit usolgte brød væk, kom horder stormende og sloges om skorperne. Varmestuerne, der om dagen var overfyldt af "sengegåere", begyndte at holde åbent om natten. I kondemnerede gårde kunne der bo firs personer presset sammen i en treværelses, så udbrud af tuberkulose og kolera spredte sig eksplosionsagtigt. Rotter myldrede. Prostitution var udbredt, også blandt børn. I 1908 ville oppositionen i bystyret åbne sporvognshallerne for de hjemløse; men myndighederne viste til de igangsatte tiltag (alle i privat regi) og påstod, at al hjemløshed i Wien var selvforskyldt. Udenfor herberget i Meldemannstrasse, hvor Hitler flyttede ind i december 1909, var der hver aften lange køer af fattige. Herberget havde plads til 1.000 overnattende; alligevel måtte vagter passe på, at der ikke brød optøjer ud blandt dem, der ikke slap ind.
På sit højeste (omkring 1914) havde Wien 2,2 til 2,3 millioner af Donaumonarkiets omkring 50 millioner indbyggere. Efter 1914 havde dog såvel Berlin og Paris vokset sig større end Wien. Efter det Habsburgske monarkis kollaps under første verdenskrig tabte byen meget af sin status, og indbyggertallet faldt. I 2012
havde byen omkring en halv million færre indbyggere end i storhedstiden.

### Første verdenskrig, første republik
Krigshandlingerne i 1. verdenskrig truede ikke umiddelbart Wien, men på grund af den langvarige krig opstod en forsyningskrise. Krigens afslutning betød opløsning af Østrig-Ungarn og dermed slutningen på Wiens tid som kejserresidens. Den 12. november 1918 blev republikken udråbt i parlamentet.
Fra at have været centrum i et storrige med mere end 50 millioner indbyggere blev Wien, der dengang havde ca. 2 millioner indbyggere, nu en alt for stor hovedstad til et lille, fattigt land med ca. 6 millioner indbyggere. Arbejdsløshed, fattigdom og sult blev følgen. I bl.a. Danmark, Schweiz og Portugal modtog et stort antal familier børn fra Wien til pleje i kortere eller længere tid. Disse såkaldte wienerbørn opretholdt gennem mange år forbindelserne til fx deres danske plejeforældre, forbindelser som i mange tilfælde er fortsat af de senere generationer.
I 1922 blev Wien udskilt fra Niederösterreich og blev en selvstændig delstat. En af grundene var (udover at man frygtede Niederösterreichs dominans i den nye småstat) forskellen mellem den socialdemokratiske byregering og den kristendemokratiske delstatsregering.
En byregering (Røde Wien) blev international anerkendt for sit sociale pionerarbejde. Der etableredes et solidt socialt sikkerhedsnet og opførtes i stor udstrækning kommunale boliger til arbejderne.
Den første republiks økonomiske og politiske ustabilitet medførte en politisk kamp i parlamentet, i medierne, i de politiske organisationer og ved talrige demonstrationer for og imod den konservative regerings beslutninger. De kulminerede i 1934 med, hvad socialdemokratiet kaldte "militærregeringens borgerkrig mod folket" og regeringen kaldte socialdemokraternes "februaropstand". Der fulgte fire år med kristendemokratisk, fascistisk diktatur (Stænderstaten), der lagde Wien direkte under regeringen og nedlagde den selvstændige byforvaltning.
I 1938 lod den østrigskfødte tyske rigskansler Adolf Hitler, som var kommet til magten i 1933, hæren marchere ind i Østrig og erstattede derved det fascistiske styre med et nationalsocialistisk styre.

### Wien under nationalsocialismen
Hitlers politik, der indebar en stærk forfølgelse af jøderne, faldt i god jord i Wien, da man her i flere århundreder og især siden begyndelsen af det 20. århundrede havde anvendt antisemitismen politisk. Umiddelbart efter den tyske indmarch begyndte ariske wienere spontant at true, plage og udplyndre jøder samt uddrive dem fra deres huse. Af de knapt 185.000 jødiske wienere blev ca. 120.000 tvunget til emigration, ca. 60.000 blev myrdet, og kun 5.243 overlevede verdenskrigen.
Byforvaltningen blev ændret, så der dannedes et Stor-Wien med et 3 gange så stort areal som tidligere.
Den 17. marts 1944 begyndte luftangrebene mod Wien. Under dem blev over en femtedel af byen ødelagt. Stephansdom, der ellers havde undgået luftangrebene, brød i brand, dog ikke som følge af kamphandlinger men derimod efter en plyndring. I april 1945 blev Wien erobret af den sovjetiske hær ved "Wienoffensiven", som varede otte dage.

### Besættelse, anden republik, genopbygning
Få dage efter krigens afslutning sørgede sovjethæren for at etablere et nyt bystyre. Også de politiske partier gendannedes. Først i efteråret 1945 lod Sovjetunionen militær fra de øvrige allierede, USA, Storbritannien og Frankrig nå Wien. Den blev indtil 1955 en firesektorby. I 1. bezirk, der ikke var fast tildelt én af de fire besættelsesmagter, gik magten på skift hver måned.
På Schwarzenbergplatz, der i 1945–1956 hed Stalinplatz, rejste den Røde hær i 1945 et krigsmindesmærke. Det afsløredes den 19. august 1945 og vedligeholdes af bystyret. Dets forbliven er garanteret i den østrigske Statstraktat.
Efter krigen fulgte i Wien, som overalt i Vesteuropa, et enestående økonomisk opsving.
Den 15. maj 1955 fik Østrig igen sin fulde frihed med den Østrigske Statstraktat. De sidste besættelsestropper forlod landet i oktober 1955. Den 26. oktober 1955 vedtoges derefter loven om Østrigs stedsevarende neutralitet. Denne dag er Østrigs nationaldag.

### Fra Ungarnsoprør til nutid
I slutningen af 1956 modtog man i Wien mange ungarere, der efter det mislykkede oprør mod det kommunistiske regime var flygtet mod Vesten. Ligeledes ankom mange tjekkere og slovakker i 1968, som havde forladt det daværende Tjekkoslovakiet efter den sovjetiske indmarch og afslutning på foråret i Prag. Først fra november 1989 blev Wien et naturligt rejsemål for borgerne i de nævnte lande.
I 1957 fik Det Internationale Atomenergiagentur (IAEA) sit hovedsæde i byen (som første internationale organisation efter 1945). Fra 1965 har Wien desuden været hovedsæde for OPEC. I 1961 fandt et topmøde mellem den amerikanske præsident John F. Kennedy og den sovjetiske leder Nikita Khrusjtjov sted i byen. I 1980 blev det internationale center i Wien (det tredje embedssæde i FN) åbnet. Her har, foruden IAEA, UNIDO og UNODC til huse. Tilsammen trak alt dette Wien hen imod en position som by for kongresser og forhandling i konfliktsituationer.
I 1964 afholdtes i Wien en international haveudstilling på et område, der tidligere var losseplads på den venstre bred af Donaufloden, og med det nye Donautårn som vartegn. I 1986 blev der, hvor der tidligere var oversvømmelsesområde, gravet en ny Donaukanal ved siden af Donau, og den derved opståede Donau-ø har udviklet sig til et foretrukkent sted for rekreative aktiviteter. Sidst i det 20. århundrede blev en skyline på begge sider af Donau opbygget med højhuskvarterer.
Infrastrukturen i byen forbedredes ved bygning af undergrundsbanen, der erstattede bybanen fra omkring år 1900 og som dækkede nye kvarterer af byen. Første delstrækning af U1 blev åbnet i 1978.

## Demografi
Befolkningstallet i Wien toppede i 1916 efter en længere tids tilvækst. Tilvæksten skete på trods af barske vilkår for de tilflyttende, men forholdene blev dog gradvist forbedret, især med store tiltag under Røde Wien, og byen har i dag gode forhold, også i forhold til uddannelse, transport, sundhed, kultur og natur. Efter 1916 skete der befolkningsfald pga. krigs- og efterkrigstiderne og Wall Street-krakket og depressionen i 1930'erne.
Befolkningssammensætningen er præget af tiden, hvor Wien var hovedstad i det multietniske Østrig-Ungarn. Både kultur, religion og sprog stammer fra forskellige folkeslag. Dog er forskellighederne i dag sammensmeltede, og bevidstheden om herkomsten er derfor lille. Eksempelvis betragtes mange slaviske efternavne i dag som almindelige "wienske". Samtidig er den oprindelige Wiendialekt sammensat af ord fra både tysk og det tysk-slaviske-jødiske jiddisch. Dialekten er dog stort set nu erstattet af en ny "hævet" Wiendialekt. Jødiske borgere er også efter 2. verdenskrig stort set forsvundet fra byen.
I nyere tid har det laveste indbyggertal været i 1987, hvorefter det igen er steget svagt, så at der i begyndelsen af 2007 boede ca. 1,67 millioner mennesker i byen. Ca. en sjettedel af befolkningen i Wien havde dog ikke østrigsk statsborgerskab. Af udlændinge kommer de fleste fra et af de tidligere jugoslaviske lande.
Randområderne af Wien (kaldet "flæskebæltet") er de sidste årtier vokset ved tilflytning, hvilket skyldes bedre pendlermuligheder samt roligere og grønnere omgivelser end i centrum. Desuden er folk fra det øvrige Østrig og især fra Niederösterreich flyttet til i stor stil, idet jobmulighederne i Wien er større end i de øvrige delstater generelt.

### Religion
Selvom procentdelen af folk, der bekender sig til den romersk-katolske tro, er faldet stærkt siden midten af det 20. århundrede, er denne trosretning dog stadig den dominerende i Wien. Omtrent halvdelen af indbyggerne bekender sig til den.
I Østrig har Islam været anerkendt siden 1912 og præsidenten for Østrigs muslimske trossamfund har hovedsæde i Wien, hvor religionen er blevet den næststørste, med ca. 8 % af indbyggerne.
Den jødiske menighed i Wien består kun af omkring 7.000 personer efter en stor emigration før og udryddelse under 2. verdenskrig. Den eneste synagoge, der overlevede Krystalnatten er Stadttempelet i 1. bezirk.
Ligeledes findes en ortodoks menighed med ca. 6 % og en evangelisk-luthersk biskop i byen med ca. 5 % af indbyggere.

## Kultur
Wien har som kulturby stor international betydning, og herfra stammer også mange prominente musikere og komponister. Musiske specialiteter fra Wien inkluderer Wienervalsen, Wiener Sängerknaben samt store begivenheder såsom Nytårskoncerten og Operaballet. Selve opera- og teaterbygningerne er også kendte. Wien er desuden berømt for sit køkken, sin litteratur og kaffehuskultur. Vigtige strømninger som uddrog fra Wien er navngivet efter byen. Dette gælder wienerklassicismen, første og Anden Wienerskole (musik), Wienerkredsen (filosofi), Wienergruppen (litteratur) samt den østrigske skole (videnskabsteori). Den europæiske kulturepoke omkring århundredeskiftet 1900 ofte kaldt Wiener Moderne, idet byen især i dette tidsrum havde stor indflydelse på hovedstrømningen af europæisk kultur.
Theater an der Wien har haft mange uropførelser af forestillinger de sidste år; på Schönbrunn slot er der marionetdukketeater. Klassisk musik høres hovedsageligt på Wiener Musikverein, men nyligt er opført et Musikkens Hus, der fungerer som klangmuseum. Slottet Belvedere fungerer også som museum med østrigsk kunst fra middelalder til nutid. Alle stilperioder repræsenteres ligeledes inden for arkitekturen i Wien: fra den gotiske Stephansdom over Stadtbahnstation Karlsplatz i jugendstil til det farverige Hundertwasserhaus og Wiener Gasometer, der er en kombination af gammelt og nyt.
Sub- og ungdomskulturen i Wien har hovedsæde i det omstridte hus EKH. Volxtheaterkarawanen er et af tiltagene fra ungdomskulturen, der gennem diverse aktioner og begivenheder prøver at skabe opmærksomhed omkring forhold, de betragter som uretfærdige.

## Politik
Wien har siden 1919 været højborg for socialdemokratiet i Østrig. Årene 1919 til 1934 er især husket under navnet Røde Wien. Siden 1919 har en SPÖ-politiker haft borgmesterposten efter alle frie valg. Desuden har partiet haft flertal i byrådet og -parlamentet pånær meget korte perioder. I 1934-1945 afholdtes dog ingen demokratiske valg grundet nazisternes styre. Den nuværende borgmester er Michael Häupl. Det høje antal af sociale boligbyggerier ses som et tydeligt tegn på det socialdemokratiske flertal i byen.
Siden ophøjelsen af Wien til en delstat i 1922 har borgmesteren for Wien samtidig fungeret som delstatspræsident (Landeshauptmann). Dog ikke under diktaturet. Landdagen i Wien med 100 medlemmer har den lovgivende magt på de områder, der i Østrigs forbundsforfatning er underlagt forbundslandenes lovgivningskompetence. Landdagen er i sin sammensætning identisk med kommunalbestyrelsen.
Udover forvaltningen af hele Wien fra den centrale byregering findes der en slags byråd i hver bezirk, som forestår forvaltningen af de enkelte bydele.
De valgberettigede fra hver bydel vælger deres repræsentanter, en formand og to stedfortrædere. Budgetter for lokale projekter bliver administreret på lokalt niveau altså af de enkelte byråd, hvor de selv bestemmer, hvor midlerne skal bruges. Disse er dog kontrolleret på delstatsniveau, altså af centralregeringen i Wien.

### Kommunalbestyrelse
Ved kommunalvalget i Wien den 10. oktober 2010 fordelte stemmerne og derved de 100 mandater sig som følger (mandatændring siden valget i 2005 i parentes):
| SPÖ   | 44,34 % | 49 Mandater (- 6)  |
| FPÖ   | 25,77 % | 27 Mandater (+ 14) |
| ÖVP   | 13,99 % | 13 Mandater (- 5)  |
| Grüne | 12,64 % | 11 Mandater (- 3)  |
| KPÖ   | 1,12 %  | ––                 |
| BZÖ   | 1,33 %  | ––                 |
| LIF   | 0,69 %  | ––                 |
| MUT   | 0,07 %  | ––                 |
| SLP   | 0,01 %  | ––                 |
| DEM   | 0,04 %  | –-                 |

Ved valget mistede SPÖ lige netop det absolutte flertal og indgår nu i en koalition med Die Grünen, således at SPÖ forsat kunne sikre sig borgmesterposten. Det er kun anden gang siden 1945, at SPÖ ikke har haft absolut flertal. I 1996 fik FPÖ også en stor fremgang, hvilket dengang kun gav SPÖ 43 mandater.
Ved de samtidigt afholdte valg i bezirkene fik følgende partier flest mandater: SPÖ i 16 bezirke, ÖVP i 5, Grüne i 1 og i 1 bezirk står socialdemokrater og grønne lige mandatmæssigt.
Valgdeltagelsen var 67,6 % (60,81 % 2001) ved kommunalvalget og 63,4 % ved bydelsvalgene.

## Økonomi
Inden for EU hører Wien til de mest velhavende regioner. Til sammenligning med EU’s BNI udtrykt i købekraft nåede Wien index 170,9 (EU-25:100) (2003). Dette omdømme blev bekræftet på ny i 2007, da byen blev noteret som den femte rigeste i EU efter London, Luxembourg, Bruxelles og Hamborg.
Byen nyder internationalt godt af et godt renomme hvad angår høj livskvalitet, lave kriminalitetsrater og som "springbræt til øst" eftersom byen og dens virksomheder i lang tid har haft gode forbindelser til de mellem- og østeuropæiske lande og derfor har stor erfaring med samhandel med disse lande. Især med baggrund i den europæiske østudvidelse i 2004 fik mange store udenlandske virksomheder sæde i Wien med henblik på deres aktiviteter i de mellem- og østeuropæiske lande og flere virksomheder oprettede nye filialer i Wien med henblik på handel med de føromtalte lande. I nogle tilfælde førte denne udvikling også til, at visse østrigske virksomheder blev overtaget af udenlandske virksomheder som fx det hollandske Heineken, der overtog Brau Union og en italiensk storbank, der overtog Bank Austria. Af yderligere udenlandske koncerner med østeuropacentraler i Wien kan det franske Lafarge, tyske Henkel og Rewe Group Austria samt Beiersdorf AG nævnes. 
Også de fleste østrigske selskaber herunder næsten samtlige østrigske banker har deres hovedsæde i Wien. Udover de mange virksomheder kan også visse enkeltpersoner inden for økonomi nævnes i forbindelse med Wien. Bl.a. stammer nobelpristageren i økonomi Friedrich Hayek, der var fortaler for frihandel samt Eugen von Böhm-Bawerk, der gjorde vigtige tiltag med den østrigske skole fra Wien.
Østrigs eneste børs, Wiener Börse, ligger i Wien.
I Wien var 821.458 personer beskæftiget i 87.691 virksomheder ifølge en optælling fra år 2001. Bydelen med de fleste arbejdspladser var 1. Bezirk.
I år 2005 var gennemsnitligt 92.864 wienere arbejdsløse. Det svarer til en arbejdsløshedskvote på 8,2% ifølge EU-beregninger. Dette placerer Wien på en sidsteplads i sammenligning med de øvrige østrigske delstater. Arbejdsløsheden i hele Østrig var 5,3%.

### Landbrug
16 % af Wiens areal bliver dyrket af omkring 900 gartner- og landbrugsvirksomheder. Blandt andet bliver omkring 50.000 ton grøntsager dyrket hvert år, især tomater, rød peber, agurk, salat og radiser. Mange på Simmeringer Haide. Den østrigske grønsagsforhandler, LGV-Frischgemüse, har sit hovedsæde og hovedlager i Simmering. De forsyner op mod 70% af Wiens og 56% af Østrigs grønsagsforbrug fra Wien og omegn.

## Infrastruktur
Den kollektive trafik i Wien er sammensluttet i det fælles trafikselskab Wiener Linien, der indgår i aktieselskabet Wiener Stadtwerke, som ejes 100 procent af Wiens bystyre. Nettet er godt udbygget og består af 33 sporvognslinjer, 45 buslinjer og 5 U-banelinjer, samt letbanen til Baden (Badner Bahn). I Wiens indre by inden for Ringstraße kører som hovedregel minibusser, der nemt kan komme rundt i de små gader. Den største del af sporvognene kører langs med eller udgår fra Ringstraße; således udgår hele 7 linjer fra Schottentor. Buslinjerne udgår hovedsageligt fra U-banestationerne og betjener yderområderne. Udover Wiener Linien betjener det private selskab Dr. Richard også en række buslinjer. Buslinjer i Wien kan kendes på nummeret, der altid ender på "A". Wiener U-Bahn blev åbnet i 1976, og de fem nuværende linjer, der kører som en blanding af undergrundsbane og højbane, udbygges løbende. Der er konkrete planer for (og dermed finansiering til) udbygning frem til 2020. Wiener Linien transporterer årligt 772 mio. passagerer (2006).
S-Bahn Wien drives af Österreichische Bundesbahnen og består af 15 linjer, der udgår fra de store banegårde i Wien eller fra stamstrækningen gennem Wien Mitte, og betjener Wiens omegn. S-banenettet indenfor Gürtel er ombygget til U-bane.
Den nationale og internationale togtrafik udgår fra de 3 store rebroussementsstationer Westbahnhof, Südbahnhof og Franz-Josef-Bahnhof. Ved Südbahnhof bygges en ny gennemgangsbanegård, der åbnes i 2010 som Wien Hauptbahnhof.
Hovedvejsnettet fra Wien udstråler fra Gürtel mod de vigtigste byer i det gamle Østrig-Ungarske rige (f.eks. Prag, Trieste og Budapest). Motorvejsnettet går mod vest, syd og øst samt en kortere strækning mod nord langs en del af Donau. Motorvejene bindes sammen på tværs af to forbindelsesmotorveje. For den interne trafik i Wien spiller Ringstraße og Gürtelstraße en vigtig rolle som gennemkørsels- og fordelingsgader. De to ringveje forløber langs de gamle vold- og forsvarværker.
Flytrafikken betjenes fra Flughafen Wien-Schwechat, der årligt betjener 7,9 mio. passagerer og 115.000 flyafgange (2005).
Historisk set har Donau haft stor betydning for transport af gods og passagerer, men i dag er betydningen for Wien minimal og passagertransporten er hovedagelig begrænset til turistsejlads.

## Turisme
Takket være talrige pragtbygninger fra den romersk-tyske og østrigske kejsertid findes der et utal af kulturtilbud i byen. Ikke mindst takket være det gode renomme som musikhovedstad, hvilket Wien har fået på grund af talrige berømte klassiske musikere så som Beethoven, Mozart og Mahler, er byen blevet kendt på verdensplan som et velanset rejsemål for turister.
Kuske kører gæster i hestevogne rundt gennem Wiens centrum, Innere Stadt, der hører under verdensarven. I denne gamle by er domkirken Stephansdom særligt seværdig. Men se også Wiener Staatsoper, Hofburg, kejserens residens, Kärntner Straße, der er den mest trafikere gågade i Østrig, kendte konditorer og hoteller samt den pragtfulde Ringstraße (Ringgaden), som omkranser bymidten. Siden 1980 har Wien desuden haft talrige scener med lokalarrangementer, kunstgallerier, kabaretter, jazzspillesteder og andre events i alle afskygninger.
Mange turister kommer i december, når byen kan tilbyde sine julemarkeder, "nytårsvej" gennem centrum og "kejserbal". De fleste af Wiens seværdigheder kan dog besøges hele året rundt. Til de mest besøgte seværdigheder kan Schönbrunn slot, Schönbrunn dyrehave, Albertina, Riesenrad, Hofburg såvel som MuseumsQuartier tælles.

### Overnatninger
Den største andel af overnatninger kommer fra tyske turister med 2 mio. efterfulgt af østrigere fra de 8 andre delstater (1,7 mio.), amerikanere (668.000), italienere (662.000), briter (404.000), spaniere (375.000), japanere (338.000), franskmænd (inkl. Monaco, 290.000), schweizere (inkl. Liechtenstein, 265.000), hollændere (ca. 168.000), russere (156.000), rumænere (138.000), grækere (129.000), folk fra de arabiske lande i Asien (123.000) og australiere (113.000). Antallet af overnattende gæster fra Central- og Østeuropa samt fra de arabiske lande i Asien er de senere år steget markant. I 2006 fik Wien det højeste antal overnatninger nogensinde med omkring 9,4 mio, hvilket var 6,7% mere end året før.
I Wien turismekoncept for 2010, som blev besluttet i 2003, blev målet for overnatninger sat til omkring 10 mio. For at nå dette mål trækker også de mange internationale kongresser, virksomhedstræf, bonusrejser samt almindelige forretningsrejser som afholdes med Wien som mål. Med 147 internationale kongresser årligt placeres Wien samtidigt som den mest populære by for kongresser i verden foran Paris og Singapore.

## Kulinariske specialiteter

### Mad
Wien er verdenskendt for sin Wienerschnitzel, kalveinderlår, der er banket fladt, dækket med mel, æg og rasp og derefter stegt i smør. Denne specialitet kan man få næsten overalt, hvor der serveres kogekunst fra wienerkøkkenet. Af andre eksempler på Wiens køkken kan "Tafelspitz" (meget magert kogt kød – samme udskæring, som man i Danmark kender som culotte), som traditionelt serveres med "Gerösteten Erdäpfeln" (kogte kartofler moset med en gaffel og derefter stegt) og peberrodssovs, "Apfelkren" (en blanding af peberrod og æble) og "Schnittlauchsauce" (en purløgssovs lavet på mayonnaise).
Wien har desuden en lang tradition med kager og desserter: apfelstrudel (varm butterdejsstang med æble), "palatschinken" (søde pandekager) og knödel (boller) ofte fyldt med frugter som for eksempel abrikos. Sachertorte, en tør chocoladekage med abrikosmarmelade fra Hotel Sacher, er verdenskendt.
Om vinteren er der små gadeboder, hvorfra der sælges Maroni (stærke kastanjer) og kartoffelrösti. Pølser er også populære og sælges ligeledes ved gadeboder natten igennem. Af populære pølser kan nævnes Wiener-/Frankfurterpølsen, "Burenwurst" (kogt med blandet kød) og "Käsekrainer" (krydret svinekød med små stykker ost) .
"Naschmarkt" er et marked med frugt, grønsager, krydderier, fisk, kød og andre madvarer fra hele verden. I bymidten er desuden mange madspecialforretninger såsom "Julius Meinl am Graben".

### Drikkevarer
Wien har sammen med Paris og Prag sin egen vinproduktion. Den producerede vin bliver serveret i små vinstuer og er kendt som Heuriger. Den dyrkes bl.a. i dele af Döbling og Floridsdorf. Vinen bliver ofte drukket med danskvand. Grüner Veltliner er den mest kendte hvidvin i Østrig.
Øl er den næstvigtigste drik i Wien efter vin. Wien har et enkelt stort bryggeri, Ottakringer Brauerei, tilbage og flere end ti småbryggerier. Urtesodavanden Almdudler kommer fra byen. En "Beisl" er en typisk lille østrigsk pub, hvilken Wien har mange af.

### Wienercafeer
Wienercaféer har en lang og velbeskrevet historie, der kan dateres århundreder tilbage i tiden, og historier om kendte historiske kunders afhængighed af koffein fra de ældste af cafeerne er en lokal legende. Traditionelt bliver kaffen serveret med et glas vand. Wienercafeer påstår at have opfundet processen med at filtrere kaffe fra bønner, de erobrede efter den anden tyrkiske belejring af Wien i 1683. Wienercafeerne påstår, at da de invaderende tyrkere forlod Wien, lod de hundredvis af sække med kaffebønner blive tilbage. Kejseren gav Franciszek Jerzy Kulczycki ((polsk) Franciszek Jerzy Kulczycki) noget af denne kaffe som belønning for at give oplysninger til hæren, der hjalp til tyrkernes endelige nederlag. Kolschitzky åbnede derefter Wiens første kaffebar. I 1891 åbnedeJulius Meinl I en moderne fabrik til ristning af bønner på det sted, hvor sækkene var efterladt.

## Uddannelse og socialvæsen

### Uddannelse og biblioteker
I Wien er der 283 volksschuler (deraf er 217 offentlige skoler), 120 hauptschuler (deraf 96 offentlige), 46 specialskoler (40 offentlige) og 95 gymnasier (67 offentlige). Derudover har Wien en lang række andre uddannelsesinstitutioner inden for alverdens brancher og fag, hvoraf mange af skolerne også er offentligt ejede.
Wien Universitet er det ældste og største universitet i de tysktalende lande. Det blev grundlagt i 1365 som "Alma Mater Rudolphina" og var frem for alt kendt for sit medicinske fakultet, der siden 2004 har været et selvstændigt universitet under navnet Medizinische Universität Wien. I 1692 blev Wien Kunstakademi grundlagt som privatakademi for hofkammermaler Peter Strudl; siden 1765 har også Wien Veterinærmedicinske Universitet startet af Maria Theresia af Østrig været en del af Wien Universitet. I 1815 blev Wien Tekniske Universitet grundlagt som "k.u.k. polytekniske institut". To år senere fulgte Wien Universitet for Musik og Scenekunst, der blev grundlagt på den i 1808 af Antonio Salieri grundlagte sangskole. Ligeledes stammer Wien Universitet for Anvendt Kunst fra kejserrigets tid samt Wirtschaftsuniversität Wien (grundlagt 1898 som k.u.k. Exportakademie). Udover de mange offentlige universiteter i Wien er der også en del privatejede universiteter.
De fleste biblioteker i Wien, i alt 41, er sammensluttet i "Wiens biblioteker". Hovedbiblioteket findes på Urban-Loritz-Platz. Det fuldender tilbuddet fra universitetsbibliotekerne, "Arbejderkammerets Socialvidenskabelige Bibliotek" og "Wien Stats- og Delstatsbibliotek".

### Sociale forhold og sundhed
Wien er berømt for sit omfattende sociale boligbyggeri. Under Røde Wiens tid fra 1918 til 1934 byggedes de første storstilede kommunale byggerier, der blev styret og drevet af byen ikke for profit, men primært for at stille boliger til rådighed for arbejderklassen til gunstige lejepriser. Efter 2. verdenskrig var der igen stærk kommunal byggevirksomhed.
De første sociale foranstaltninger indledtes i det første årti af det 20. århundrede, hvor fattigdommen og dermed antallet af hjemløse øgedes betydeligt. Man oprettede som følge deraf det første tilflugtssted for hjemløse, som åbnede i 1905 i Brigittenau.
Det såkaldte "Allgemeines Krankenhaus Wien" er det største sygehus i såvel Wien som i hele Østrig. Det er beliggende i bydelen Alsergrund.

## Fritid

### Parker og haver
I Wien ligger mange parker inkluderende Stadtpark, Burggarten, Volksgarten (en del af Hofburg), Donaupark, Schönbrun Slotspark (ved Schönbrunn slot), Schloßpark (ved Belvedere), Prater, Augarten, Rådhusparken, Lainzer Tiergarten, Dehnepark, Resselpark, Votivpark, Kurpark Oberlaa, Auer-Welsbach-Park og Türkenschanzpark. Grønne områder inkluderer Laaer-Berg (inklusiv Böhmischer Prater) og foden af Wienerwald, som når indtil de ydre områder af byen. Også den mere end 6 hektar store kirkegård Wiener Zentralfriedhof i Simmering er et vigtigt rekreativt areal, hvor der bl.a. findes en "Park for ro og kraft". Udover disse store parkområder findes små parker overalt i byen.
I mange af Wiens kendte parker er der monumenter, som i Stadtpark med dens statue af Johann Strauss og i barokparken ved Belvedere, hvor den østrigske statstraktat blev underskrevet. Værd at nævne er tillige Donau-øen, som er en 21,1 km lang kunstig ø mellem Donau og Nye Donau specielt beregnet til fritidsaktiviteter.

### Sport
Wien er vært for mange sportsbegivenheder inklusiv Wien Maraton, som tiltrækker mere end 10.000 deltagere hvert år og normalt finder sted i maj. I 2005 blev VM i ishockey afholdt i Østrig, og finalen blev afholdt i Wien. Wiens stadion, Ernst Happel Stadion, har lagt græs til fire UEFA Champions League- og Europa Champion Clubs-finaler (1964, 1987, 1990, 1995) og lagde bane til finalen for Europamesterskabet i fodbold 2008.
Hovedstaden er desuden hjemby for et stort antal fodboldhold. De mest kendte hold er SK Rapid Wien (31 Bundesliga-titler), FK Austria Wien (23 Bundesliga-titler og 26 gange cupvindere) og det ældste hold, First Vienna FC. Af andre vigtige sportsklubber kan nævnes: Raiffeisen Vienna Vikings (amerikansk fodbold), som har vundet Eurobowl-titlen i årene 2004 til 2007, aon hotVolleys Wien, et af Europas bedste volleyball-hold og Vienna Capitals (ishockey).

## Venskabsbyer
Wien er venskabsby med følgende byer:
| Kroatien  | Zagreb (Kroatien), siden 1994                     |
| Israel    | Tel Aviv (Israel), siden 2005                     |
| Serbien   | Beograd (Serbien), siden 2003                     |
| Tjekkiet  | Brno (Tjekkiet), siden 1998                       |
| Polen     | Warszawa (Polen), siden 2001                      |
| Rusland   | Moskva (Rusland), siden 1991                      |
| Ungarn    | Budapest (Ungarn), siden 1990                     |
| Slovakiet | Bratislava (Slovakiet), siden 1993 – fornyet 2003 |

Derudover har nogle af de enkelte bezirke partnerskab med kinesiske eller japanske byer/bydele.